# Leucobryum neilgherrense
Leucobryum neilgherrense là một loài Rêu trong họ Dicranaceae. Loài này được Müll. Hal. mô tả khoa học đầu tiên năm 1854.